# Stepan Borhun
Stepan Wiktorowycz Borhun, ukr. Степан Вікторович Боргун (ur. 3 marca 1985 w Śniatynie, w obwodzie iwanofrankowskim) – ukraiński piłkarz, grający na pozycji obrońcy, a wcześniej napastnika.

## Kariera piłkarska

### Kariera klubowa
Wychowanek DJuSSz-3 Iwano-Frankowsk oraz Dnipro Dniepropetrowsk, barwy których bronił w juniorskich mistrzostwach Ukrainy (DJuFL). Pierwszy trener - Wiktor Poptanycz. 15 kwietnia 2002 rozpoczął karierę piłkarską w trzecim zespole Dnipra, a potem występował w drugiej drużynie. Latem 2004 przeszedł do Spartaka Iwano-Frankowsk, ale grał przeważnie w drugiej drużynie Spartak-2 Kałusz. Na początku 2005 przeniósł się do Stali Dnieprodzierżyńsk. W kwietniu 2008, kiedy rozegrał swój setny mecz w Pierwszej Lidze został obrany na kapitana drużyny. Latem 2009 został piłkarzem Nywy Tarnopol. 15 lutego 2010 podpisał kontrakt z klubem Krymtepłycia Mołodiżne.